# Слюсар і канцлер
«Слюсар і канцлер» («Канцлер і слюсар») (рос. Слесарь и канцлер) — український радянський німий художній фільм 1923 року, поставлений режисером Володимиром Гардіним у співавторстві з Ольгою Преображенською на Першій та Другій кінофабриках ВУФКУ за мотивами п'єси Анатолія Луначарського «Канцлер і слесар».
З шести частин фільму зберігся майже всі, окрім першої та шостої частин.

## Сюжет
Дія відбувається у вигаданій країні паприкінці Першої світової війни.
Нордландія, що розв'язала війну з Галікацією, зазнає на фронтах одну поразку за іншою. Країна приходить в занепад. Прагнучи запобігти розвитку революційного руху пролетаріату, канцлер призначає на пост міністра праці керівника соціал-демократів Франка Фрея. Фрей демагогічно заграє з робітниками, намагаючись забезпечити продовження війни до переможного кінця. Бачачи в імператорові перешкоду для здійснення поставленої мети, Фрей готує переворот, спираючись при цьому на промислову й військову верхівку. Скориставшись черговою поразкою па фронті, змовники пропонують імператорові добровільно відректися від престолу. Імператор не дає згоди. Робітники, невдоволені урядом, влаштовують переворот, під час якого Франку Фрею, колишньому імператорові та іншим «колишнім» вдається емігрувати за кордон. На пост народних Комісарів Нордландії призначений комуніст слюсар Франц Штарк. За кордоном «колишні» глузують з робітничої держави, в то же час нордландський пролетаріат здійснює соціалістичну революцію.

## У ролях
| • Іван Худолєєв           | … | імператор Нордландії        |
| • Микола Панов            | … | фон Турау, канцлер          |
| • Ніна Таїрова            | … | його дружина                |
| • Владимир Гардін         | … | Гаммер, комерції радник     |
| • Володимир Максимов      | … | Франк Фрей, адвокат         |
| • Зоя Баранцевич          | … | графиня Мітці               |
| • Іона Таланов            | … | Беренберг, генерал-ад'ютант |
| • Микола Салтиков         | … | Франц Штарк, слюсар         |
| • Лідія Іскрицька-Гардіна | … | Ганна, робітниця            |
| • Олег Фреліх             | … | Лео фон Турау, син канцлера |
| • Іван Капралов           | … | Роберт, його брат           |
| • В. Валицька             | … | Лора, його дружина          |
| • Ольга Бистрицька        | … | Ганна, коханка Лео          |
| • А. Семенов              | … | Нетлі, секретар канцлера    |

М. Арназі, Олександра Ребікова, Євген Грязнов, Карл Томський, Микола Попов, Степан Кузнецов.